# Smokey and the Bandit
Smokey and the Bandit (Los Caraduras en España y Dos pícaros con suerte en Hispanoamérica) es una película estadounidense de 1977 protagonizada por Burt Reynolds, Sally Field, Jackie Gleason y Jerry Reed. Le siguieron varias películas de transporte por carretera, incluyendo dos secuelas, Smokey and the Bandit II y Smokey and the Bandit 3. Hubo también una serie de películas de televisión en 1994 (Bandit Goes Country, Bandit Bandit, Beauty and the Bandit y Silver Bandit Angel) del director y guionista original Hal Needham, vagamente basadas en la versión anterior, con el actor Brian Bloom ahora como Bandit. Las tres películas originales introdujeron en dos generaciones al automóvil Pontiac Trans Am (mientras que en la versión de las películas de televisión conducen al Dodge Stealth). La película fue la segunda de 1977 de más recaudación, superada solo por La Guerra de las Galaxias.

## Argumento
Al comienzo de la película, el rico tejano Big Enos Burdette (Pat McCormick) y su hijo, Little Enos (Paul Williams), están tratando de encontrar un camionero dispuesto a transportar una carga de cerveza Coors a Georgia. Lamentablemente, debido a las leyes federales de licores y espirituosos y las regulaciones estatales de impuestos de la época, la venta y/o el transporte de Coors al este del río Misisipi se consideró contrabando, y los camioneros que hicieron anteriormente la apuesta fueron descubiertos y detenidos por los "Smokey" (apodo dado por los camioneros a la policía debido al tipo de sombrero). En una comitiva local de camiones, los Texanos localizan al legendario camionero Bo "Bandido" Darville (Burt Reynolds) y le ofrecen 80.000 dólares americanos (unos 270.000 dólares en 2007), el precio de un nuevo camión, para transportar 400 cajas de cerveza Coors desde Texarkana (Texas) (en la parte más oriental del estado Coors era legal) hasta el clásico rodeo de camiones del Sur en Georgia y en 28 horas. Bandido acepta la apuesta y recluta a su compañero, el camionero Cletus "Snowman" Snow (Jerry Reed) para conducir el camión (Snow trae consigo a su perro, un Basset Hound llamado "Fred", para que le acompañe). Bandido compra un Pontiac Trans Am negro, que conducirá el mismo como bloqueador para desviar la atención del camión y su carga.
El trío llega a Texas antes de lo previsto, cargan el camión con Coors, y de inmediato parten hacia Georgia. Poco después, Bandido recoge a una bailarina profesional y aparente novia fugitiva, Carrie (Sally Field), a quien apoda "rana", porque siempre está saltando. Sin embargo, al recoger a Carrie, Bo se convierte en el objetivo del Sheriff Buford T. Justice (Jackie Gleason), cuyo atractivo pero muy ingenuo Junior (hijo de Mike Henry) fue el novio abandonado de Carrie.
El resto de la película es básicamente una gran persecución a alta velocidad, con Bandido y Rana atrayendo la atención continua de la policía local y estatal, mientras que "Snowman" va hacia el este con las cajas de cerveza Coors. A pesar de salir de su jurisdicción de origen, el sheriff Justice y su hijo perseguirán Bandido, aunque diversos contratiempos causan que su coche patrulla acabe desintegrándose a su alrededor. Bandido y Snowman son ayudados por una serie de variopintos personajes que se encuentran por el camino, muchos de los cuales se ponen en contacto a través de sus radios de Banda Ciudadana; que les permiten escapar de las persecuciones policiales en numerosas ocasiones. Ni Justice ni ninguno de los otros agentes de policía son conscientes de la carga ilegal de Coors.
A pesar de la búsqueda casi constante de la policía y varias barreras policiales, Bandido, Snowman, Rana y Fred llegan al Clásico del Sur con un camión lleno de Coors y diez minutos de sobra, subrayada por la banda musical "Marching Through Georgia" como el rugido de sus vehículos. En lugar de recoger sus ganancias, aceptan una nueva oferta para viajar a Boston y traer de vuelta sopa de almejas en 18 horas, doble o nada. A medida que se van para Boston en el Cadillac de Big Enos, Bandido llama a Justice por la radio y se describe como Big Enos, a fin de ponerlo en una pista falsa, pero luego decide que Justice es "demasiado buen hombre" y le dice, "Mira por encima de tu hombro izquierdo". Como Bandido y sus amigos huyen, Justice nota que el desafío no ha terminado todavía y reanuda su persecución con su coche patrulla arrastrando piezas rotas colgando, mientras que su hijo corre detrás de él, pidiéndole a su padre que le espere.

## Reparto
| Actor          | Intérprete                | Apodo         |
| -------------- | ------------------------- | ------------- |
| Burt Reynolds  | Bo Darville               | "Bandit"      |
| Sally Field    | Carrie                    | "Frog"        |
| Jerry Reed     | Cledus Snow               | "Snowman"     |
| Jackie Gleason | Sheriff Buford T. Justice | "Smokey Bear" |

Reparto Adicional
- Mike Henry. - Justice Junior
- Pat McCormick - Big Enos Burdette
- Paul Williams - Little Enos Burdette

## Producción
- El director Hal Needham en un principio planeó la película con un bajo presupuesto serie B, con Jerry Reed como Bandido. No fue hasta que Needham, viejo amigo de Burt Reynolds leyó el guion y dijo que haría que la película estuviera destinada a una versión más convencional, con Reed ahora interpretando al amigo de Bandido, Snowman (Reed, finalmente interpretó a Bandido en Smokey and the Bandit III).

- "Buford T. Justice" era el nombre de un verdadero Patrullero de Carreteras de Florida conocido del padre de Burt Reynolds, quien a su vez fue jefe de la policía de Jupiter (Florida). Su padre también fue la inspiración de la palabra "sumbitch" utilizada en la película, una frase que supuestamente pronunció muy a menudo, según Reynolds.

- Jackie Gleason le dio bastante rienda suelta al diálogo e hizo sugerencias. En particular, la escena donde el sheriff Justice, sin saberlo, se encuentra con Bandido en "choke and puke", no estaba en el guion original, fue idea de Gleason.

- Según se dice, el director Hal Needham tuvo grandes dificultades para conseguir que los estudios o los productores tomaran en serio su proyecto (él era más conocido en la industria del cine como especialista). Se las arregló para llamar la atención del estudio después de que su amigo, Burt Reynolds, estuvo de acuerdo en ser la estrella de la película.

- La película fue rodada principalmente en Georgia (Estados Unidos) en las ciudades de McDonough, Jonesboro y Lithonia. Las escenas fueron filmadas en Texarkana en Jonesboro y sus alrededores, y muchas de las escenas de persecución fueron filmadas en los alrededores de la carretera 400, I-85, y en McDonough. La escena en la pista de carreras fue filmada en Lakewood Speedway en el antiguo Lakewood Fairgrounds en el sur de Atlanta. La montaña rusa vista en la película fue la Greyhound. No había sido utilizada durante algún tiempo y fue pintada para la primera película "Smokey and the Bandit". Fue destruida en la segunda película y se usó en una escena flash back en la tercera.[1]

- La película hace uso de tres Pontiac Firebird Trans Am negros modificados de 1977 "Ediciones Especiales" que se construyeron cada una de acuerdo con el equipamiento necesario. Todos fueron dañados durante los rodajes de las escenas de riesgo. El vehículo particular utilizado para saltar sobre el puente hacia la mitad de la película se dice que acabó Siniestro total al hacer el salto (el puente en sí, aunque ya no se utiliza para el tráfico, estaba intacto antes de la filmación; media sección fue demolida por los cineastas para la acrobacia).

- En la película también utilizaron dos automóviles Pontiac LeMans, de nuevo donados por Pontiac. Los cinco vehículos fueron destruidos, más o menos al final de la secuencia.

- La película también hizo uso de tres camiones pequeños Kenworth W900A que el personaje de Jerry Reed's "Hombre de nieve" se puede ver la conduciendo. Dos unidades son modelos de 1974, como lo demuestran los emblemas de plata de ley en el camión Kenworth, y una unidad de 1973 era un modelo, como lo demuestra el emblema de oro pintado Kenworth en el camión Kenworth que significa 50 años en el negocio. El código de pintura para cada camión fue el color marrón café con adornos dorados, y el mural utilizado en el remolque de 48 pies (15 m) fabricado por Hobbs Trailers en Texas con una unidad de refrigeración de Thermo King.[2]

## Banda sonora
- El tema musical, "East Bound and Down", fue cantado por Jerry Reed y coescrito por Reed (acreditado con su nombre de nacimiento, Jerry Hubbard) y Dick Feller. Se convirtió en canción de la firma de Reed y se encuentra en varios álbumes, incluyendo Country Legends, y su álbum en vivo Jerry Reed: Still Live. En 1991 se organizó para la orquesta de Crafton Beck y grabada por Erich Kunzel y la Cincinnati Pops Orchestra para su álbum Down on the Farm.

## Reacción
El crítico de cine Leonard Maltin dio a la película una calificación de buena (3 estrellas de una máxima de 4) y caracteriza la película de esta manera en su Movie Guide anual: "Algo tan sutil como Los tres chiflados, pero un clásico en comparación con las secuelas e incontables rip-off que le siguieron".

## Censura de la televisión y versiones alternativas
- Cuando se emitió Smokey and the Bandit por primera vez en cadenas de televisión americanas en la década de 1980, se enfrentan con el desafío de la censura por el tono y el crudo lenguaje de la película original. Para este propósito, se sobrecopió diálogo considerado ofensivo, que era (y sigue siendo, hasta cierto punto) la práctica común. El cambio más notable realizado para la difusión fue el reemplazo de la frase que a menudo dice Buford "Sumbitch" (una contracción de "Hijo de puta", por lo general en referencia a Bandido) con la frase sin sentido "Scum Bum" (unión de escoria y gandul). Esta frase alcanzó un nivel de popularidad entre los niños, y en 2007 Hot Wheels lanza la versión del Firebird Trans Am de la década de 1970 con la frase "Scum Bum" estampada en la cola.
- En 2005, una nueva edición en DVD de Smokey and the Bandit fue emitida con un remasterizado digital de las pistas de audio con 5.1 Dolby-compatible surround. Sin embargo, cabe señalar que muchos de los sonidos originales de la película fueron reemplazados. Por ejemplo, el motor diésel de la secuencia de inicio de la película fue totalmente doblado de nuevo con un sonido totalmente nuevo. Algunos de los efectos de sonido originales (como los ladridos del perro de Cletus (Fred)) y la música (como la persecución final hacia el Sur) fueron eliminados y no sustituidos (Nota: las versiones anteriores de DVD de la película tienen la banda sonora original intacta).